# Coulombiers (Vienne)
Coulombiers ist eine französische Gemeinde mit 1.143 Einwohnern (Stand: 1. Januar 2022) im Département Vienne in der Region Nouvelle-Aquitaine; sie gehört zum Arrondissement Poitiers und zum Kanton Lusignan. Die Einwohner werden Coulombériens genannt.

## Geographie
Coulombiers liegt etwa 15 Kilometer südwestlich von Poitiers. Hier entspringt das Flüsschen Palais, das zum Clain entwässert. Umgeben wird Coulombiers von den Nachbargemeinden La Chapelle-Montreuil im Norden und Westen, Béruges im Norden und Nordosten, Croutelle im Nordosten, Marçay im Osten und Südosten, Cloué im Süden sowie Lusignan im Westen und Südwesten.
Die Via Turonensis, eine Variante des Jakobswegs, und die Autoroute A10 führen durch die Gemeinde.

## Bevölkerungsentwicklung
| Jahr                      | 1962 | 1968 | 1975 | 1982 | 1990 | 1999 | 2006 | 2013 |
| Einwohner                 | 639  | 670  | 724  | 919  | 962  | 1017 | 1048 | 1123 |
| Quelle: Cassini und INSEE |      |      |      |      |      |      |      |      |